# Enrique Fernández Ayuso
Enrique Fernández Ayuso (n. Madrid; 1965) es un productor y director de producción de cine y televisión.

## Trayectoria
Estudia Cinematografía en el Taller de Artes Imaginarias (TAI) de Madrid durante tres años diplomándose en Dirección y Producción Cinematográfica. Realiza un curso de guion durante un año becado por el Instituto de Cinematografía y de las Artes Audiovisuales.
Funda junto a otros nuevos cineastas la Plataforma de Nuevos Realizadores en el año 1988. De 1988 a 1992 se inicia con la producción de cortometrajes en 35 mm. En 1995 produce su primer largometraje "Salto al vacío" del director Daniel Calparsoro, al que conoció durante sus estudios en el TAI.

## Filmografía
Filmografía como Productor Ejecutivo/Director de Producción:

### Cortometrajes
- 1989 "Lobos" de Manuel Fernández;
- 1990 "La Mujer Prestada" de Miguel Santesmases;
- 1990 "Solo quiero vivir contigo" de José Antonio Quirós;
- 1991 "Bartek" de Daniel Miranda;
- 1991 "Mitología" de Luis Oliveros;
- 1991 "Fui a Malawi" de Antonio Cerezo;
- 1991 "El Hombre de la gorra amarilla" de César Velasco;
- 1992 "Hora Final" de Julio del Álamo;
- 1993 "Kikos" de David Gordon;
- 1997 "Corderos de Dios" de Nick Igea;
- 2000 "La Carretera" de Alberto Ariza;
- 2001 "Rutina" de Francisco de Lucas.

### Largometrajes
- 1995 "Salto al vacío" de Daniel Calparsoro;
- 1996 "Illona llega con la lluvia" de Sergio Cabrera;
- 1996 "Mirada líquida de Rafael Moleón;
- 1997 "Bert" de Lluis Casasayas;
- 1998 "El faro" de Manuel Balaguer;
- 2001 "Estrella del Sur" de Luis Nieto;
- 2008 "El Viatge Vertical" de Ona Planas;
- 2010 "Implosion" de Soren Voight.

## Televisión
- 2007-2008 Programa "Illes de Cinema" como Guionista y Director;
- 2007-2011 Programa "Xarxes i Filats" como Productor;
- 2010 Largometraje Documental "Cristòfol Colom" como Director y Guionista;
- 2011 Largometraje Documental "Citizen Bonanova" como Director y Guionista.